# Akunnaaq
Akunnaaq (grønlandsk for ”stedet som er alsidig hvad fangst angår”) er en grønlandsk bygd på vestkysten med ca. 101 indbyggere (2010). 
Akunnaaq hører, sammen med bygden Kitsissuarsuit og byen Aasiaat, under den tidligere Aasiaat Kommune, der stadig angiver grænserne for præstegældet. I dag tilhører Akunnaaq Qeqertalik Kommune.
Akunnaaq ligger ca. 23 kilometer nordøst for Aasiaat, og mod øst på øen Akunnaap Nunaa ved den sydlige munding af Diskobugten. Øens areal er ca. 11 km². De fleste indbyggere er beskæftiget med fangst og fiskeri eller arbejder på den lokale fiskefabrik og i det offentlige. De nuværende beboere er efterkommere efter dem, som flyttede dertil i 1850. Det er overvejende torsk, hellefisk og havkat der fiskes. Der er kirke, skole, elværk, indhandling af råvarer, kommuneværksted med tilhørende vaskeri samt tømrerværksted og KNI Pilersuisoq.
Skolen Aadap atuarfia har 9 elever og 1 inspektør samt en uuddannet lærer (2015). Efter endt 8. klasse tager eleverne til Aasiaat, hvor de bor på skolehjem.
Der er 10 pc'er med adgang til nettet. På sundhedscenteret, kan man foruden at få målt blodtrykket og så kan man vaske og tørre tøj i bygdens fællesvaskeri, ligesom der kan drikkes en kop kaffe og sælskindene fryses ned i den fælles boks.
Akunnaaq blev grundlagt i 1850 men der har boet folk i området tidligere, dog ikke fast. Man planlagde allerede i 1799 at bebygge stedet på grund af dets ideelle beliggenhed i forhold til fiskeriet, men da pladsen havde en koppeepidemi nogen år før, var det kun få, som ville flytte dertil. Kirken er opført 1908, det første fiskehus i 1943.
Bygdens historie er afdækket og beskrevet i bogen "Bygden i Diskobugten" af Helene Brochmann (Gyldendal 1992). Her kan man også læse om hvordan hverdagslivet på stedet formede sig i året 1988-89 og om hvordan bygdens fremtid så ud på det tidspunkt.
68°44′N 52°19′V / 68.733°N 52.317°V